# Ferdinand Cheval
Ferdinand Cheval, (1836—19 de agosto de 1924), foi um carteiro francês que passou 33 anos de sua vida construindo um "Palácio Ideal" (Palais idéal em francês) o qual é considerado como um exemplo extraordinário de arquitetura naif.

## Origens
Ferdinand Cheval viveu em Châteauneuf-de-Galaure, no département de Drôme, França. Ele abandonou os estudos aos 13 anos para se tornar aprendiz de padeiro, mas terminou por arranjar um emprego de carteiro.

## Palais idéal

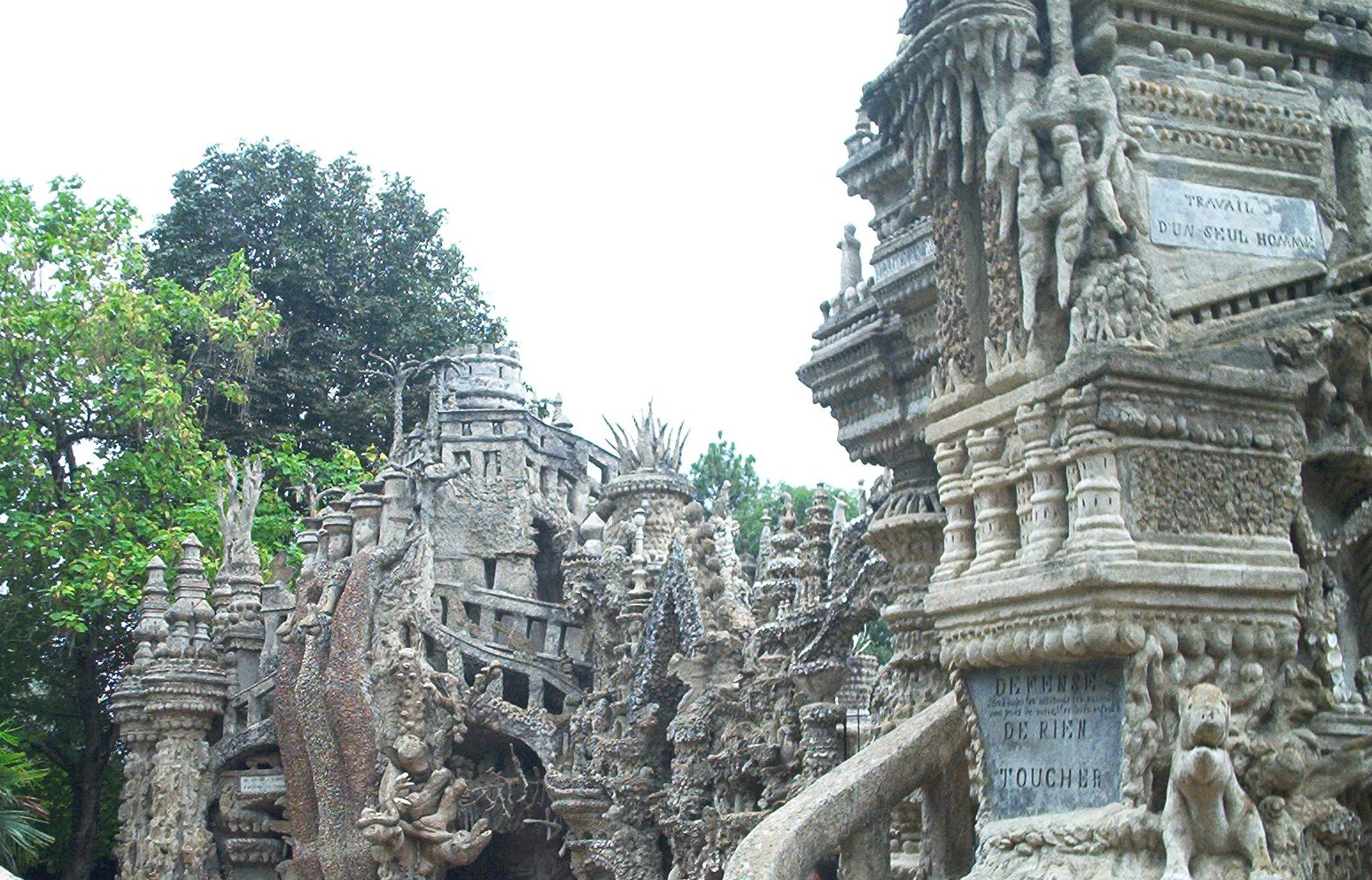
O "Palais Idéal" de Cheval. À direita, lê-se "Travail d'un seul homme" (Trabalho de um homem só) e "Défense de rien toucher" (É proibido não tocar).

Cheval começou a construir o edifício em abril de 1879. Ele dizia ter tropeçado numa pedra e ter sido inspirado pela forma da mesma. Voltou ao mesmo ponto no dia seguinte e começou a colecionar pedras.
Pelos 33 anos seguintes, durante sua rotina diária de carteiro, Cheval carregava pedras que encontrava no caminho e em casa as usava para construir o Palais idéal. Inicialmente, levava as pedras nos bolsos, depois numa cesta e por fim num carrinho de mão. Ele freqüentemente recolhia pedras à noite, à luz de uma lâmpada de óleo.
Cheval passou as primeiras duas décadas construindo as paredes externas. O Palácio é uma mistura de diferentes estilos, com inspirações da Bíblia à Mitologia hindu. Cheval ligou as pedras com arame, cal e cimento.

## Sepultamento
Cheval também quis ser sepultado em seu palácio. Quando as autoridades francesas proibiram-no de fazê-lo, ele gastou mais oito anos construindo um mausoléu para si mesmo no cemitério de Hauterives. Cheval morreu em 19 de agosto de 1924, cerca de um ano após terminar a construção.

## Reconhecimento
Pouco antes de sua morte, Cheval começou a receber algum reconhecimento por parte de luminares como André Breton e Pablo Picasso. Sua obra foi comemorada num ensaio de Anaïs Nin.
Em 1969 André Malraux, o Ministro da Cultura da França, instituiu o Palácio como patrimônio cultural e o colocou sob proteção oficial. O palácio de Cheval abre todos os dias, exceto no dia de Natal e no dia de Ano Novo.
Cheval pode ter sido a inspiração para o personagem Denny, no romance Choke (2001) de Chuck Palahniuk, que recolhe uma coleção de pedras as quais eventualmente usa, de modo similar, para construir sua "casa dos sonhos".

## Galeria

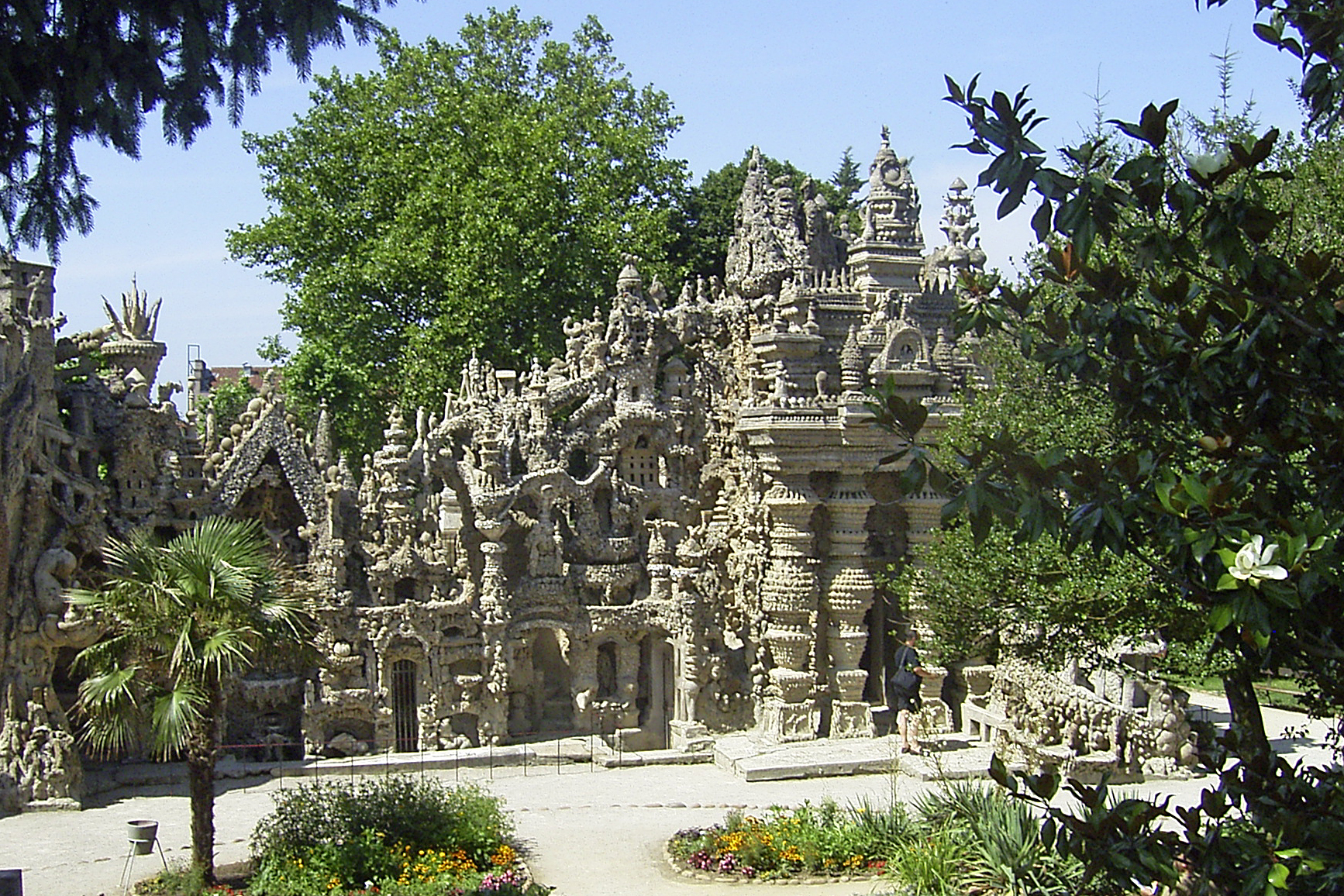
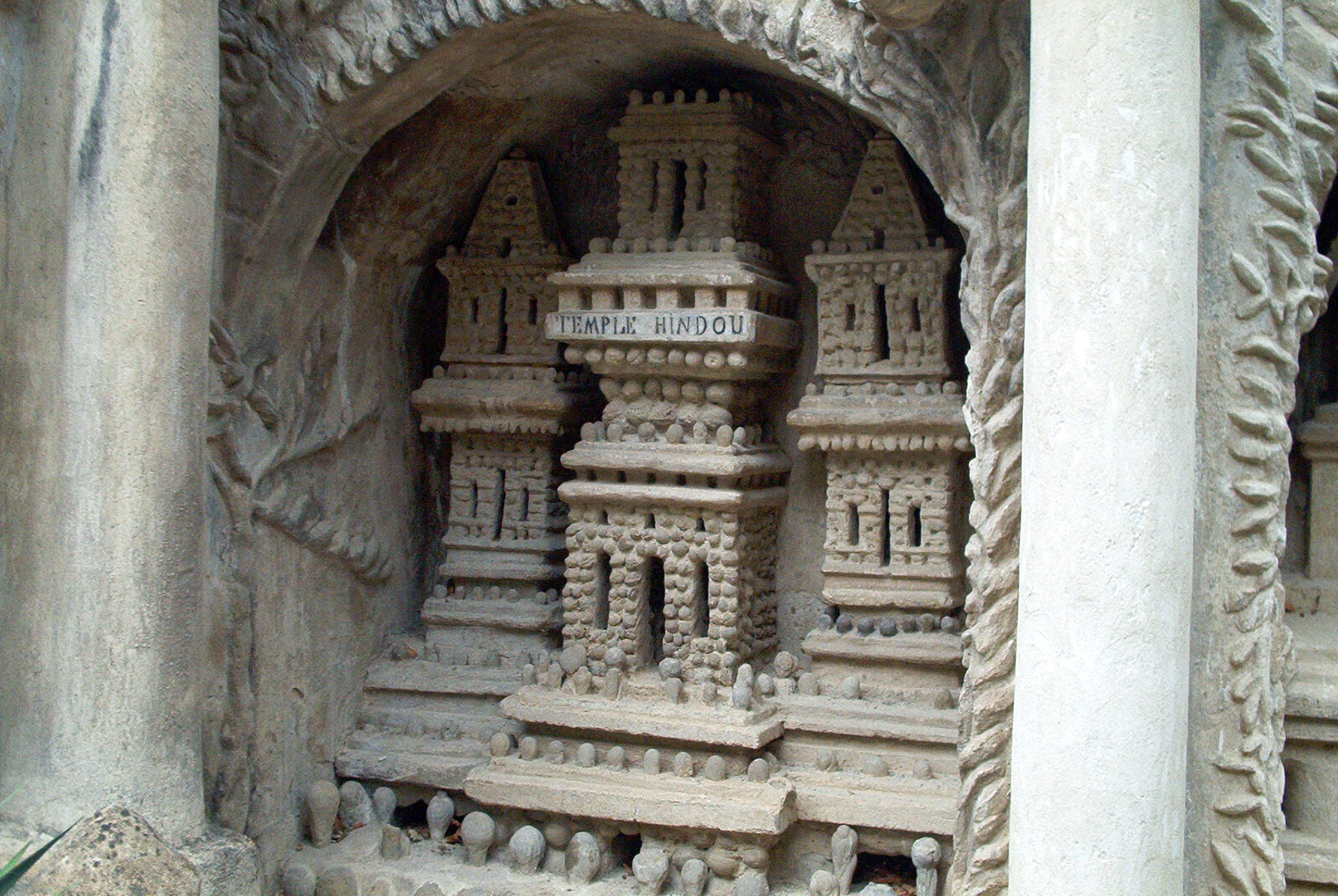
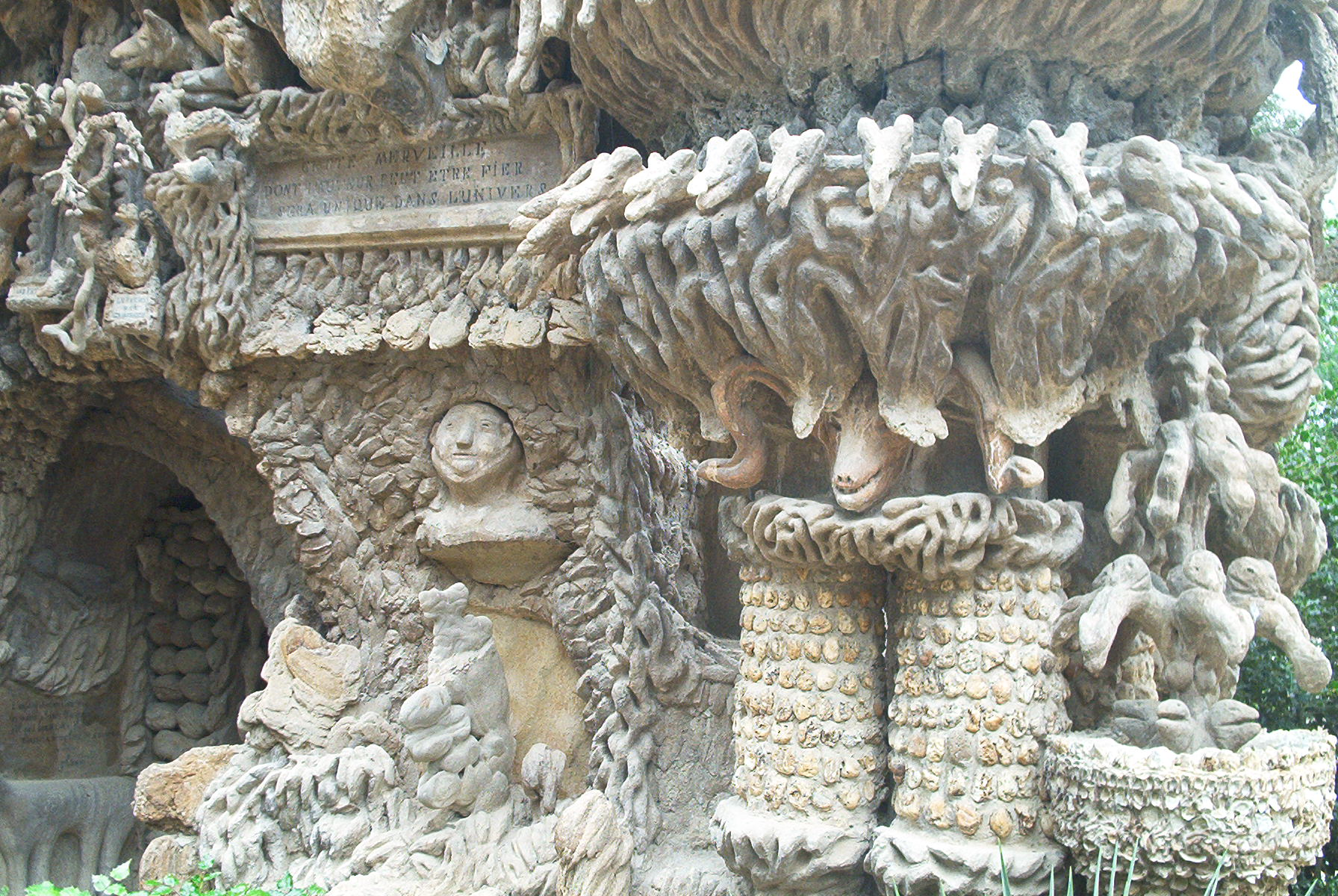
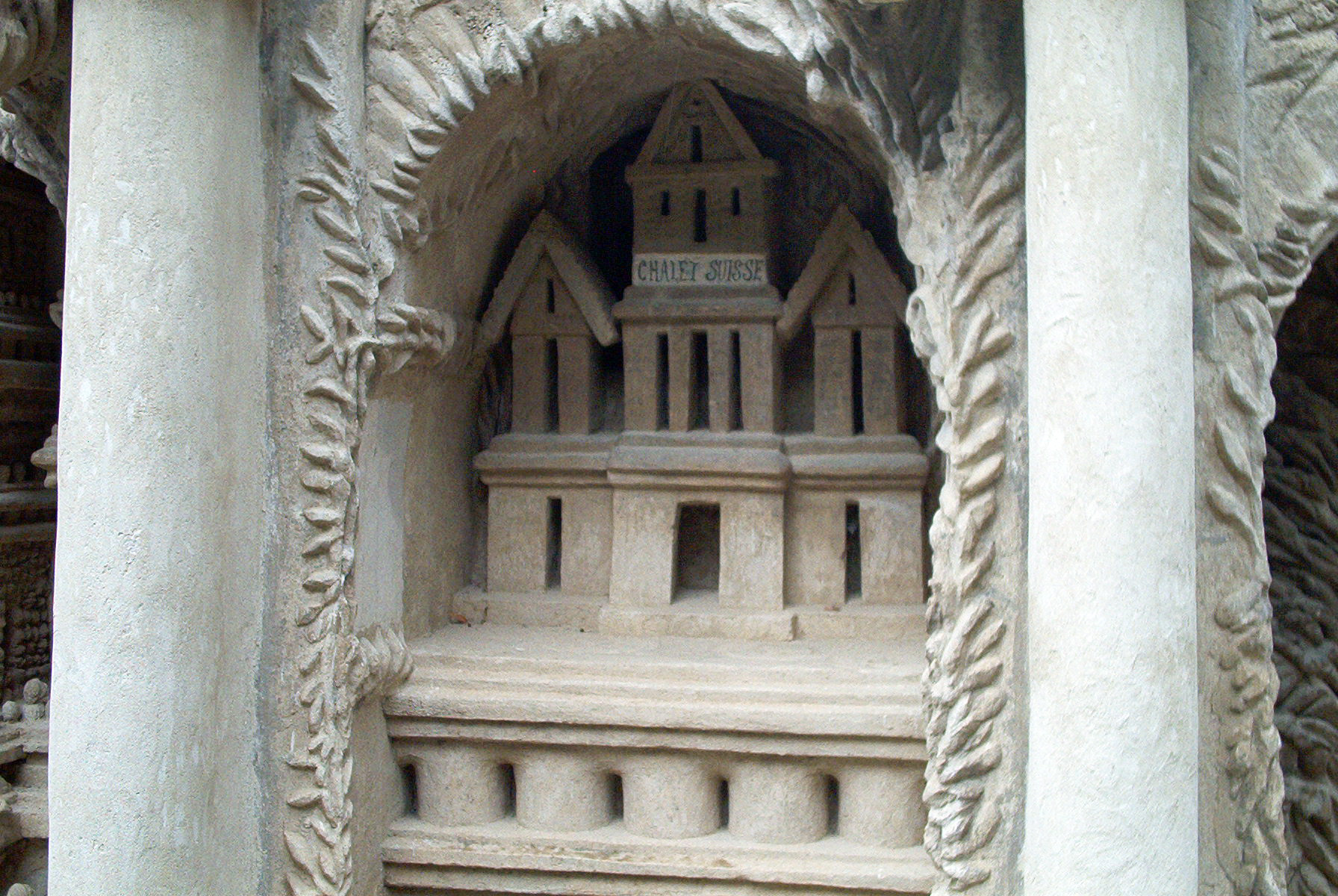